# VY Pyxidis
Désignations
VY Pyxidis est une étoile variable de type BL Herculis (un type de céphéide de type II) de la constellation de la Boussole. Elle varie entre des magnitudes apparentes de 7,13 et 7,40 sur une période de 1,239 95 jours. Située à environ 826 années-lumière de distance, elle brille avec une luminosité environ 46 fois supérieure à celle du Soleil et a une température de surface de 6 133 K.